# Alessandro Bedetti
Alessandro Bedetti (ur. 25 października 2002 w Bolonii) – włoski aktor filmowy.

## Filmografia

### Filmy
- 2023: Headshot jako Chris[3]
  - Hai mai avuto paura? jako Tano[4]
- 2024: Rzeźbiarz łez (Fabbricante di lacrime) jako Lionel[5]
- 2025: Bridget Jones: Szalejąc za facetem (Bridget Jones: Mad About the Boy) jako Enzo[6][7]

### Seriale
- 2020: Doc – Nelle tue mani jako Roberto[1]
- 2024: Those About to Die jako Hermes[8]
  - Prima di noi jako Renzo Sartori[1]